# Gladys Boyd
Gladys Lillian Boyd (26 de diciembre de 1893-24 de octubre de 1970) fue una pediatra canadiense del Hospital for Sick Children de Toronto. Fue pionera en el tratamiento de la diabetes juvenil. Colaboradora de Sir Frederick Banting, fue una de las primeras médicas en tratar a niños diabéticos con insulina.

## Carrera profesional

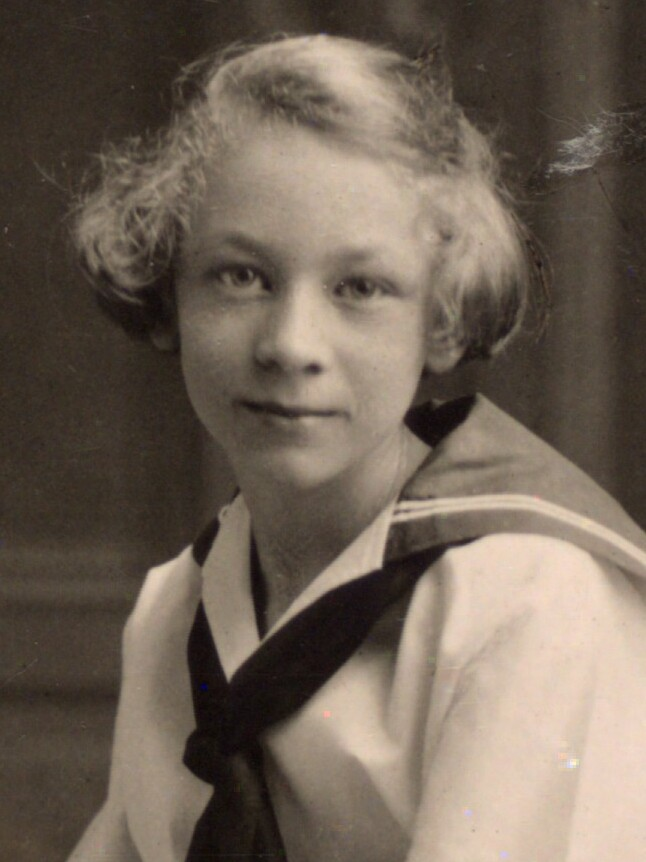
Elsie Needham fue la primera niña en regresar de un coma diabético debido a la insulina.

Boyd se graduó como médico en 1918 de la Escuela de Medicina de la Universidad de Toronto, donde había sido directora del Consejo de Mujeres Médicas de Pregrado. Comenzó una beca en el Hospital for Sick Children en Toronto en 1920 y fue nombrada directora de Servicios Endocrinos en 1921. En ese cargo, realizó investigaciones sobre el tratamiento de la diabetes juvenil, la nefritis y la tuberculosis. En 1922 fue nombrada Jefa de Pediatría en el Women's College Hospital, y fue la única pediatra del hospital.
Boyd trabajó en estrecha colaboración con Sir Frederick Banting, cuyo equipo de investigación fue el primero en aislar la insulina, y fue uno de los primeros médicos en tratar a los niños diabéticos con insulina. Boyd se puso en contacto con Banting para obtener un vial de su nuevo extracto de insulina en octubre de 1922 para tratar a su paciente de 11 años, Elsie Needham, que estaba en coma diabético; se recuperó rápida y notablemente. Elsie Needham fue la primera niña en regresar de un coma diabético debido a la insulina. Boyd presentó su investigación en la reunión científica inaugural de la Sociedad para el Estudio de las Enfermedades de los Niños (ahora la Sociedad Canadiense de Pediatría), informando 20 casos de niños con diabetes tratados con insulina y concluyendo que «la insulina probablemente no curará pero detiene el curso de la enfermedad».
Obtuvo un Doctorado en Medicina en 1924 y publicó el Manual para diabéticos, con una introducción de Banting, en 1925. Fue nombrada miembro del Royal College of Physicians and Surgeons of Canada y del American College of Chest Physicians en 1932, y fue elegida presidenta de la Federación de Mujeres Médicas de Canadá en el mismo año. Siguió siendo la jefa de Servicios Endocrinos en el Hospital for Sick Children hasta 1950.

## Vida personal
Boyd nació en York, Toronto, hija de Edward John Boyd y Lillian Adair. Nunca se casó y adoptó a una hija recién nacida en 1932. A pesar de su carrera, nunca tuvo una buena situación financiera y no pudo ser propietaria de una casa en parte debido a que era una madre soltera. Murió en Toronto el 24 de octubre de 1970.